# Frontière entre le Kenya et le Soudan du Sud
 (janvier 2024).
Si vous disposez d'ouvrages ou d'articles de référence ou si vous connaissez des sites web de qualité traitant du thème abordé ici, merci de compléter l'article en donnant les références utiles à sa vérifiabilité et en les liant à la section « Notes et références ».
La frontière entre le Kenya et le Soudan du Sud est la frontière séparant le Kenya et le Soudan du Sud. 
Avant l'indépendance de ce dernier état, le 9 juillet 2011, elle constituait une partie de la limite méridionale du territoire soudanais.

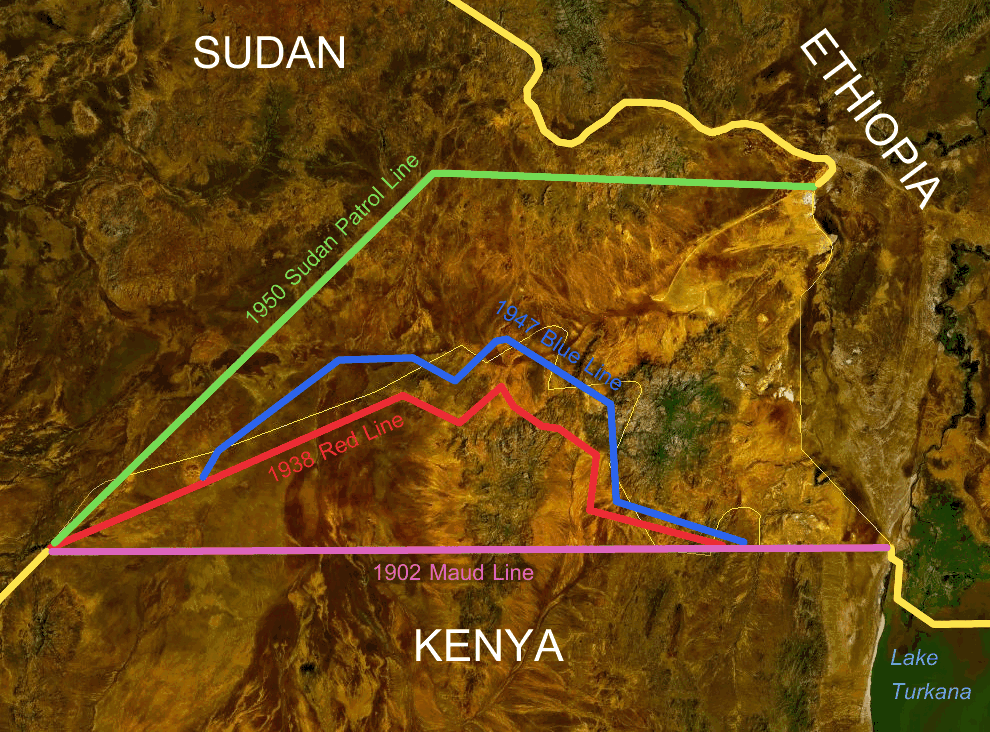
Évolution du tracé de la ligne frontalière entre le Kenya et le Soudan du Sud entre 1902 et 1950.